# Samuel Mulledy
Samuel A. Mulledy (27 de Março de 1811 - 8 de Janeiro de 1866) foi um padre jesuíta católico norte-americano que serviu como presidente da Universidade de Georgetown, em 1845. Nascido na Virgínia, era irmão de Thomas F. Mulledy, um jesuíta proeminente do século XIX nos Estados Unidos e presidente da mesma universidade. Como estudante em Georgetown, Samuel foi um dos membros fundadores da Sociedade Filodémica e provou ser um aluno distinto, o que resultou no seu envio a Roma para completar os seus estudos superiores e ser ordenado ao sacerdócio. Ao regressar aos Estados Unidos tornou-se mestre de noviços no noviciado jesuíta, em Maryland, antes de ser nomeado presidente de Georgetown. Buscou ser dispensado do cargo depois de apenas alguns meses e voltou ao ensino e ao ministério.
Mulledy foi expulso da Companhia de Jesus por acusações de alcoolismo, em 1850. Ele assumiu o trabalho ministerial em congregações em todo o nordeste dos Estados Unidos, permanecendo em cada uma delas por não mais do que alguns anos. Acabou por se tornar capelão do arcebispo John Hughes e foi designado como assistente na Igreja de São Lourenço O'Toole, em Nova York (mais tarde conhecida como Santo Inácio de Loyola), onde, em 1863, tornou-se pastor e viveu o resto da sua vida. No seu leito de morte pediu ao superior provincial jesuíta que lhe permitisse ser readmitido na Companhia; quatro dias antes de falecer, seu pedido foi atendido e ele professou os seus votos.

## Início de vida
Samuel A. Mulledy nasceu em 27 de Março de 1811, em Romney, Virgínia (hoje localizada em Virgínia Ocidental).⁣ O seu pai, Thomas Mulledy, era um fazendeiro e um católico de ascendência irlandesa.⁣ A sua mãe, Sarah Cochrane, era da Virgínia e não era católica. Para que os dois se pudessem casar, obtiveram uma dispensa canónica e concordaram que os seus filhos seriam criados católicos, enquanto as suas filhas seriam criadas protestantes. O irmão de Samuel, Thomas F. Mulledy, era 17 anos mais velho que ele, e também tornou-se um jesuíta e chegou a presidente da Universidade de Georgetown.

### Educação
Ainda jovem, Samuel tornou-se professor, juntamente com o seu irmão, na Academia de Romney. Ele começou então os seus estudos na Universidade de Georgetown, em 1829, pagando as suas próprias despesas, tal qual seu irmão. Quitou parte da suas mensalidades com dois cavalos. Lá tornou-se co-fundador e primeiro vice-presidente da Philodemic Society, que realizou a sua primeira reunião a 25 de Setembro de 1830 e assinou a sua constituição. No início de 1831 recebeu a medalha de classe de retórica e matemática e uma menção honrosa em francês; ele também fez um discurso em francês. O seu irmão chegou a presidente da universidade durante os estudos de Samuel. Completando a sua educação secular, Samuel buscou admissão na Companhia de Jesus. O seu pedido foi aprovado e, a 29 de Agosto de 1831, ingressou no noviciado jesuíta em White Marsh Manor, em Maryland, onde completou o período probatório e fez os votos simples.
Samuel foi então enviado para o noviciado em Sant'Andrea al Quirinale em Roma, sendo acompanhado através do Oceano Atlântico por William McSherry. Mulledy foi enviado a Roma para realizar seus estudos superiores devido ao seu talento académico, para que fosse bem educado e voltasse aos Estados Unidos para ensinar. Permaneceu em Roma por sete anos, inclusive no Colégio Romano, onde conquistou a reputação de aluno distinto e foi seleccionado para dar uma defesa pública sobre teologia. Mulledy foi então ordenado sacerdote em Roma, no ano de 1840, quando obteve o seu grau na Companhia de Jesus.

## Carreira académica
Mulledy retornou da Europa e foi nomeado, no dia 1 de Novembro de 1841, como reitor e mestre de noviços no noviciado jesuíta de St. Stanislaus, localizado em Frederick, Maryland. Em 1844 foi nomeado ministro da Universidade de Georgetown.

### Universidade de Georgetown
Mulledy tornou-se o presidente da Universidade de Georgetown, em 10 de Janeiro de 1845, quando James A. Ryder foi chamado de volta a Roma. Ele era jovem para ocupar o cargo, mas conhecido como um estudioso talentoso, contudo assumiu a função com relutância e o seu mandato de curta duração não teve eventos significativos. Todo o colégio compareceu à posse do presidente James K. Polk, em 1845, e a pedido do prefeito de Georgetown, os estudantes universitários marcharam no desfile em homenagem ao presidente Andrew Jackson, em 1 de Julho daquele ano. Logo após assumir o cargo pediu para ser substituído, tendo sido sucedido pelo seu irmão, Thomas Mulledy, a 6 de Setembro de 1845.

## Depois da Universidade

### Anos à deriva

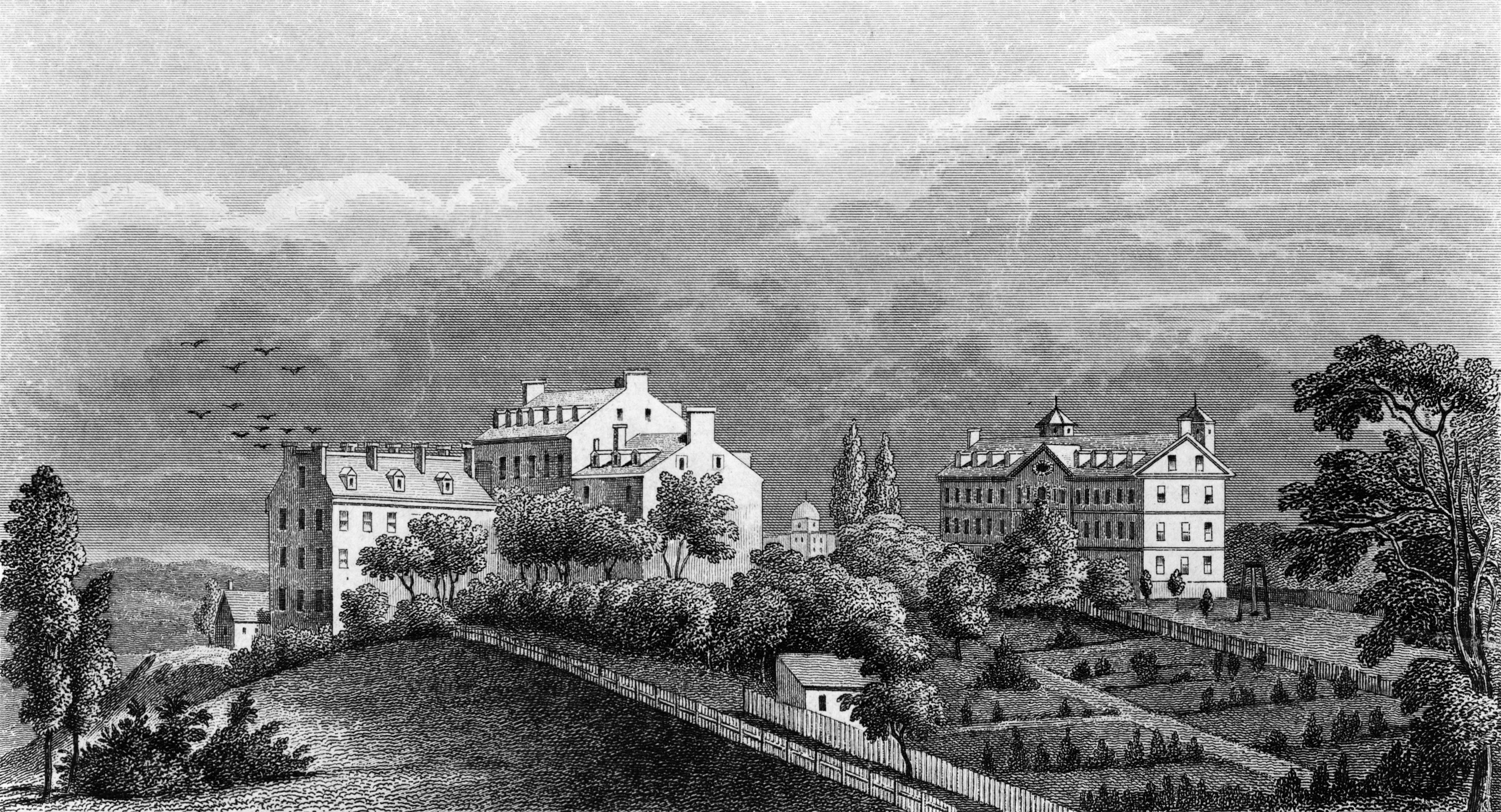
Georgetown College logo após a passagem de Mulledy

Após o fim da sua presidência, Mulledy voltou ao trabalho missionário servindo na Igreja de São José, na Filadélfia. No entanto, continuou envolvido em Georgetown como membro do seu conselho de administração, de 1846 a 1848.
De 1847 a 1848 foi professor de teologia dogmática em Georgetown e posteriormente ensinou retórica lá. Eventualmente, Mulledy tornou-se um alcoólatra, o que resultou na sua demissão da Companhia de Jesus, em 1850. Após a sua expulsão foi transferido de cidade em cidade, permanecendo apenas brevemente em cada uma. Primeiro trabalhou na Catedral original da Santa Cruz, em Boston, por dois anos, depois trabalhou na Diocese de Albany, de 1852 a 1853. No ano seguinte foi enviado para a Catedral de St. James, no Brooklyn, onde permaneceu até 1855. Foi professor de retórica e matemática no Colégio de Santa Cruz, em Worcester, Massachusetts, durante o ano académico de 1856–57. Ele então foi designado para a Igreja dos Santos Pedro e Paulo, em South Boston, e para a Igreja de Santa Maria, em Yonkers, Nova York, em 1859 e 1860, respectivamente.

### Igreja de São Lourenço O'Toole
Em Julho de 1861 Mulledy foi designado pelo arcebispo John Hughes como assistente de Walter J. Quarter, que era pastor da Igreja de São Lourenço O'Toole, na cidade de Nova York (mais tarde conhecida como Igreja de São Loyola). Mulledy também foi capelão do arcebispo Hughes. Pouco antes da sua morte, Quarter enviou uma carta ao vigário geral da Arquidiocese de Nova York solicitando que Mulledy fosse nomeado o seu sucessor. Após a morte de Quarter, Mulledy, que ainda estava a recuperar-se do alcoolismo, tornou-se no pastor da Igreja de Lourenço O'Toole, em 1863. Durante o seu primeiro ano teve como padre assistente W. Coyle, e James Hassan ajudou-o durante os seus últimos anos.
Mulledy, que era muito querido pela congregação de zona, fundou um capítulo da Sociedade de São Vicente de Paulo para aumentar o trabalho de caridade da paróquia. Ele era conhecido por viajar pela comunidade com o seu grande cão preto da Terra Nova, que era o seu animal de estimação e protecção contra cães vadios. Com o passar do tempo, viajar para o seu ministério tornou-se cada vez mais difícil por causa da asma, bem como por um problema numa aorta, em 1865. Ele cessou o seu ministério no dia de Natal daquele ano.
Samuel foi o último pastor secular da igreja. No seu leito de morte foi atendido por várias Irmãs de Caridade. John Early, o presidente de Georgetown, frequentemente perguntava sobre a sua saúde. Suplicou ao superior provincial, Angelo M. Paresce, que lhe permitisse ser readmitido na ordem dos jesuítas e, ao receber a notícia de que o seu pedido havia sido atendido, em 4 de Janeiro de 1866, Mulledy saltou da cama e pronunciou a fórmula jesuíta de joelhos, renovando os seus votos religiosos.
Mulledy faleceu em Nova York, no dia 8 de Janeiro de 1866. O seu corpo foi escoltado por uma grande multidão, da Harlem Bridge até ao Colégio de São João (mais tarde Universidade Fordham), no Bronx, onde foi enterrado no cemitério do colégio. Como Mulledy foi readmitido na Companhia de Jesus no momento em que morreu no cargo, o arcebispo John McCloskey atendeu seu pedido e transferiu a administração da paróquia para os jesuítas. O seu sucessor foi o padre Victor Beaudevin.